# Breathe (альбом Midnight Oil)
Breathe (рус. «Дыхание») — девятый студийный альбом австралийской рок-группы Midnight Oil. Выпущен в октябре 1996 года на лейбле Columbia Records.

## Об альбоме
Продюсером выступил канадский продюсер Малькольм Бёрн.
В Австралии диск получил золотой статус.

## Список композиций
| №                   | Название              | Автор(ы)                                     | Длительность |
| ------------------- | --------------------- | -------------------------------------------- | ------------ |
| 1.                  | «Underwater»          | Гарретт, Хиллман, Херст, Могини, Ротси       | 5:02         |
| 2.                  | «Surf's Up Tonight»   | Гарретт, Могини                              | 3:05         |
| 3.                  | «Common Ground»       | Гарретт, Могини                              | 4:26         |
| 4.                  | «Time to Heal»        | Гарретт, Могини                              | 3:54         |
| 5.                  | «Sins of Omission»    | Гарретт, Хиллман, Херст, Могини, Ротси, Бёрн | 4:35         |
| 6.                  | «One Too Many Times»  | Могини                                       | 3:27         |
| 7.                  | «Star of Hope»        | Могини                                       | 4:57         |
| 8.                  | «In the Rain»         | Гарретт                                      | 2:28         |
| 9.                  | «Bring on the Change» | Гарретт, Могини                              | 3:50         |
| 10.                 | «Home»                | Гарретт, Могини                              | 4:29         |
| 11.                 | «E-Beat»              | Гарретт, Могини                              | 4:32         |
| 12.                 | «Barest Degree»       | Хиллман, Херст                               | 3:09         |
| 13.                 | «Gravelrash»          | Гарретт, Хиллман, Херст, Могини, Ротси       | 3:27         |
| Общая длительность: | Общая длительность:   | Общая длительность:                          | 51:28        |

## Участники записи
- Питер Гарретт — вокал;
- Джим Могини — гитара, клавишные;
- Мартин Ротси — гитара;
- Бонс Хиллман — бас-гитара;
- Роберт Хёрст — ударные.
- Продюсер — Малькольм Бёрн.